# Damaris Cudworth Masham
Damaris Cudworth Masham  (pronunciació en : /dəˈmærɪs ˈkʊdɜːrθ ˈmæʃæm/) (Cambridge, 18 de gener de 1659 - Londres, 20 d'abril de 1708) coneguda com a Lady Masham, fou una escriptora, filòsofa i teòloga anglesa, així com una ferma defensora de l'educació femenina, sovint considerada una pensadora protofeminista. Va mantenir una extensa correspondència amb figures rellevants i publicà dues obres significatives: Un discurs sobre l'amor de Déu (1696) i Pensaments ocasionals en referència a una vida cristiana o virtuosa (1705). És especialment recordada per la seva llarga i influent amistat amb el filòsof John Locke.

## Biografia

### Educació i joventut
Damaris Masham va néixer el 18 de gener de 1659 a la ciutat de Cambridge a Anglaterra. Era filla de Damaris Cradock i el seu marit, un dels màxims exponents de l'anomenat platonisme de Cambridge, Ralph Cudworth, professor de la mateixa universitat
Tot i que no hi ha constància de que rebés una educació formal en la seva joventut, el context universitari inusual del seu entorn familiar (i la seva relació amb el cercle platònic del seu pare) li va donar avantatges i coneixements en una època en què l'educació superior no era normalment accessible a les dones. Així mateix, el seu interès per la filosofia es va desenvolupar gràcies a la lectura dels platònics de Cambridge Ralph Cudworth, Henry More i John Smith, formació necessària per la posterior amistad establerta amb Locke
En matèria lingüística, tot i que va aprendre el francès, doncs en aquella època era considerava un requisit indispensable per a l'alta nissaga i la propagació d'idees il·lustrades en l'època, en principi no va aprendre llatí, ni grec en la joventut. Més tard, seguint el recomanat per John Locke en la influent obra Alguns pensaments sobre educació, aprengué el llatí.
Les seves primeres cartes a John Locke mostren que té experiència en el discurs filosòfic, és capaç de discutir les opinions platòniques del seu pare i que coneix moltes obres platòniques.  El 1682, ja coneixia bé la filosofia contemporània. Això va ser malgrat una certa debilitat de la vista que afectava la seva capacitat de llegir tan abundantment com desitjava. No hi ha cap registre mèdic per això: John Norris es va referir a la seva «ceguesa» a les seves Reflexions sobre la conducta de la vida humana (1690),  però aquesta va ser una afirmació que ella mateixa va contradir i el va corregir.  John Locke també es va referir a la seva vista en correspondència amb Philip van Limborch .  La seva vocació acadèmica, inusual per a una dona del seu temps, es va aconseguir malgrat aquesta debilitat.

### Maternitat i matrimoni
El 1685, Damaris Cudworth (de 26 anys) es va casar amb Sir Francis Masham, 3r baronet (c. 1646–1723),  de la mansió d'Oates a High Laver, al comtat d'Essex (a partir de llavors va ser anomenada Lady Masham). Ella i Sir Francis (vidu), que ja era pare de vuit fills (amb la seva anterior esposa, Mary Scott), inclòs el cortesà Samuel, 1r Lord Masham(1678/9–1758)), van tenir un fill: Francis Cudworth Masham (1686–1731).  Se sap poca cosa de la seva relació personal: el matrimoni els proporcionava seguretat, si bé no un gran progrés social o educatiu en si mateix. Quan el seu pare, Ralph Cudworth, va morir el 1688, li va deixar els llibres anglesos de la seva biblioteca que ella volgués.  La seva mare va mantenir estrets vincles amb la casa de la seva filla i, quan va morir (1695),  va fer moltes provisions per a la seva filla i va nomenar John Locke, Edward Clarke i el bisbe Edward Fowler (el seu executor) com a administradors del benestar futur del seu nét, Francis Cudworth Masham  (que més tard va esdevenir comptable general del Tribunal de Cancelleria).

### Correspondència i publicacions
Des dels seus vint anys, va mantenir una estreta relació personal amb John Locke (durant la resta de la seva vida). Probablement els va reunir un amic comú, Edward Clarke.   Es van conèixer en algun moment abans de 1682 i van intercanviar moltes cartes personals, i sovint coquetes. Locke la va descriure admirablement en una carta a Phillipp van Limborch: «La mateixa dama està tan versada en estudis teològics i filosòfics, i té una ment tan original que no trobareu molts homes als quals no sigui superior en riquesa de coneixements i capacitat per treure'n profit».  Ella i Locke eren de gran importància l'un per l'altre en la seva amistat i estudis, i Locke va establir la seva residència a casa seva (des del 1691 fins a la seva mort el 1704). Va portar amb ell la seva biblioteca (de gairebé 2.000 llibres), li va comprar un escriptori, tinta i plomes d'orella, i va pagar l'enquadernació de les seves obres.  Gran part del testament de Locke està dedicat a donacions, llegats i arranjaments per a Damaris, Lady Masham i el seu fill, Francis.  El 1705 es va publicar un relat de l'últim dia de Locke (durant el qual Lady Masham el va assistir) i del seu caràcter.
Companys constants, van intercanviar idees i teories i van entretenir molts altres teòlegs i filòsofs (inclosos Sir Isaac Newton i Franciscus Mercurius van Helmont ).  Durant aquest temps va publicar la seva primera obra, *Discurs sobre l'amor de Déu* (1696), que va ser una resposta als *Discursos pràctics* de John Norris. Poc després de la mort de Locke, va publicar la seva obra més coneguda, *Thoughts in Reference to a Vertuous or Christian Life* (1705).  Ambdues van ser publicades de forma anònima, per evitar prejudicis o cortesia irrellevant envers una erudita: Pierre Bayle (que va determinar fàcilment la seva autoria) es va afanyar a esmenar una de les seves observacions prèvies (descuidades), sobre l'obra del seu pare, amb un elogi elaborat (i probablement) sincer sobre el seu Savoir i altres perfeccions.
Entre 1704 i 1706, Lady Masham va mantenir correspondència amb Gottfried Wilhelm Leibniz. Això li va donar l'oportunitat de discutir directament amb ell la filosofia de Leibniz, i de que Leibniz discutís la filosofia del seu pare, Ralph Cudworth. Lady Masham coneixia la filosofia de Leibniz només de manera indirecta, a través del Periódico de los sabios de 1695 i de l'article de Bayle Rorarius en la primera edició del seu Diccionari històric i crític. Ella discrepava de Leibniz en diversos punts, inclosa la seva teoria de l'harmonia preestablerta, la naturalesa de la substància i el lliure albir. La defensa que fa Lady Masham del “Sistema Intel·lectual Vertader de l'Univers” del seu pare és reveladora. Mostra que estava en desacord amb Leibniz sobre la qüestió de si podria existir una cosa com la substància no extensa, alhora que li mostrava el seu respecte i la seva predisposició a defensar-lo dels seus detractors, com Pierre Bayle. També queda palès en la seva correspondència amb Gottfried Wilhelm Leibniz que no havia abandonat els seus principis platònics, als quals s'havia subscrit abans de conèixer John Locke..

## Un discurs sobre l'amor de Déu
Un discurs sobre l'amor de Déu (1696) va ser escrit com a resposta a una col·lecció de cartes de John Norris i Mary Astell publicades com a Cartes sobre l'amor de Déu (1695). Norris havia atacat, el 1690 en la seva obra Reflexions superficials, l'obra de Locke Assaig sobre l'enteniment humà. La crítica de Lady Masham a Norris i Astell també s'adreça, de manera indirecta, a Nicolas Malebranche, de qui Norris fou el deixeble anglès més important.
Cudworth defineix l'amor des d'una òptica lockiana com a “compassió”. Norris havia sostingut que Déu és la causa immediata del plaer per a nosaltres i, per tant, és l'únic i veritable objecte del nostre amor. Les criatures són, per consegüent, meres causes ocasionals d'efectes agradables en nosaltres, i el nostre amor per les criatures és inferior i secundari respecte al nostre amor per Déu.
En resposta, Lady Masham argumenta que el nostre amor per Déu no prové d'una idea divinament inspirada d'Ell en les nostres ments, sinó de l'observació del món que ens envolta, a partir del qual concloem, racionalment, que devem amor al seu creador, Déu. La seva objecció fonamental a l'ocasionalisme de Norris és que aquest en destrueix la base moral, ja que, en denigrar les obres de Déu, en destrueix els vincles de la societat humana i la base mateixa de la moralitat cristiana.
En oposició a Norris, Lady Masham posa èmfasi en la importància de la moralitat pràctica, argumentant que és una part integral de la conducta religiosa.

## Pensaments ocasionals en referència a una vida cristiana o virtuosa
En Pensaments ocasionals en referència a una vida cristiana o virtuosa (1705), Lady Masham es proposa defensar el cristianisme raonable tant del deisme com de la superstició. El llibre és també, en part, una resposta a l'obra de Mary Astell La religió cristiana professada per una filla de l'Església, que havia estat publicada com a resposta a Un discurs sobre l'amor de Déu.
La seva discussió sobre el paper de la raó en els assumptes religiosos inclou la relació entre religió i moralitat. En desenvolupar encara més els arguments sobre la moralitat pràctica que ja havia exposat en Pensaments ocasionals, també expressa el seu punt de vista sobre l'educació.
D'una banda, contra els deistes, Masham insisteix en la importància de la revelació i la fe, i nega que sigui possible una religió natural basada exclusivament en la raó. De l'altra, la creença religiosa que ignora el paper de la raó dins de la religió no és més que superstició, i conduirà al fanatisme i a l'ateisme, ja que “una religió irracional mai no pot concebre's racionalment com a procedent de Déu” (Pensaments ocasionals, p. 36).
Segons l'opinió de Lady Masham, el catolicisme romà, amb el seu èmfasi en els aspectes externs de la religió, constitueix en gran manera una forma de superstició. Per contra, Masham posa l'accent en l'aspecte moral de la religió, en la seva aplicació pràctica, i no pas en el contingut doctrinal. Comparteix l'opinió de Locke que una vida virtuosa és més important que el cerimonial religiós.
Així com Locke en la seva Carta sobre la tolerància, Cudworth sosté que la conducta moral és fonamental per a la pràctica religiosa. En conseqüència, Lady Masham argumenta que la moral i la religió no s'han de separar en la instrucció religiosa. A més, defensa que les llibertats civils i religioses són necessàries per a l'exercici de la virtut.
L'educació és, segons ella, el mitjà clau per inculcar la virtut, la qual no s'ha d'aprendre mitjançant el simple precepte, sinó a través del desenvolupament d'una comprensió racional dels principis morals.

## El paper de la dona en l'educació
Sovint considerada la "feminista lockiana" per estudiosos (com ara Jaqueline Broad i Lois Frankel), les obres públiques de Damaris Cudworth Masham consistien en una barreja entre el platonisme del seu pare, les teories i arguments lockians, i els seus propis ideals i defensa protofeministes. Va criticar la doble moralitat dels homes i les dones i la manca d'accés de les dones a l'educació superior.
A la seva obra *Occasional Thoughts in reference to a Vertuous or Christian Life * (1705), Damaris Cudworth Masham planteja dos punts importants sobre l'educació inferior que es dóna a les dones. En primer lloc, argumenta que donar una educació inferior a les dones les deixa incapacitades per poder donar als seus fills una educació adequada (ja que la majoria dels nens, durant aquest període, rebien educació primerenca de les seves mares i l'educació encara estava reservada majoritàriament als membres de l'elit).  Ella escriu:
| «                                                                        | “The improvements of Reason, however requisite to Ladies for their Accomplishment, as rational Creatures; and however needful to them for the well Educating of their Children, and to their being useful in their Families, yet are rarely any recommendation of them to Men; who foolishly thinking, that Money will answer to all things, do, for the most part, regard nothing else in the Woman they would Marry … Girls, betwixt silly Fathers and ignorant Mothers, are generally so brought up, that traditionary Opinions are to them, all their lives long, instead of Reason." | » |
| — Occasional Thoughts in Reference to a Vertuous or Christian Life. 1705 | |   |

Aquí, Damaris Cudworth Masham va argumentar que seria un benefici per a tota la humanitat si es permetés a les dones l'accés a l'educació superior, ja que els permetria educar millor els seus fills i filles i fer avançar la raó a la societat.
En segon lloc, Cudworth va argumentar que les dones haurien de tenir accés a l'educació no només pel benestar espiritual dels seus fills, sinó també pel seu propi. Ella argumentava que «les dones tenen ànimes per ser salvades, així com els homes», i que, en estar beneïdes amb el pensament racional, era imperatiu que les dones comprenguessin els principis i valors que hi havia darrere de les seves pròpies creences religioses. «[A les dones], potser de vegades se'ls diu, pel que fa al que exigeix la religió, que han de creure i fer tals i tals coses, perquè la Paraula de Déu ho exigeix; però no se'ls fa examinar les mateixes Escriptures per veure si aquestes coses són així o no. «  A més, va argumentar que el deure i el coneixement d'una dona no s'haurien de basar en les «opinions incertes i variables dels homes» sinó que, en canvi, haurien de ser capaces de nodrir les seves ments, així com els seus cossos, i formar-se les seves pròpies opinions sobre l'espiritualitat.»